# Anne Klein
Anne Klein, de nacimiento Hannah Golofsky (Brooklyn, 3 de agosto de 1923 – Nueva York, 19 de marzo de 1974), fue una diseñadora de moda y empresaria estadounidense, fundadora de la marca homónima Anne Klein & Company.

## Trayectoria
Nació en 1923 en Nueva York, como Hannah Golofski. Su familia, compuesta por su madre Esther, su padre, Morris, y sus dos hermanas, Mae y Rita, era dueña de una flota de taxis. Mientras estudiaba Bellas Artes a los 15 años, descubrió su interés por el diseño. Comenzó trabajando como dibujante para un mayorista y consiguió su primer empleo en Varden Petites, donde participó en el rediseño de la colección e introdujo un estilo de ropa para mujeres jóvenes y de talla pequeña, conocido como "Junior Miss".
En 1937, recibió una beca para asistir a la Escuela de Moda de Traphagen, y consiguió su primer trabajo como dibujante para firmas de ropa. En 1940, comenzó a diseñar para la empresa de Maurice Rentner, que producía diseños de prêt-à-porter para hombres y mujeres. En 1944, se unió a Bonnie Cashin y Claire McCardell, conformando el equipo de diseño femenino que sentó las bases de la ropa deportiva estadounidense.
En 1948, lanzó la línea de ropa Junior Sophisticates junto a su primer marido, el fabricante Ben Klein. Esta línea estaba dirigida a mujeres jóvenes con tallas pequeñas, en un momento en que la ropa "petite" era poco común. Inicialmente, sus diseños incluían adornos juveniles como botones y lazos, pero con el tiempo evolucionaron hacia un estilo más sofisticado. Esta transición anticipó el enfoque de su futura empresa, Anne Klein & Company. Durante esta época cuando introdujo sus "separates": piezas individuales que funcionan juntas como un todo, a diferencia de los vestidos. Se dio un toque femenino a la ropa masculina, como chaquetas y trajes, como ya había hecho Coco Chanel.
Fue la diseñadora principal de Junior Sophisticates hasta 1960, cuando terminó su matrimonio. Tras su divorcio mantuvo el nombre Klein y trabajó como diseñadora independiente, revitalizando líneas como los abrigos de Pierre Cardin y Evan-Picone. Este trabajo le ayudó a financiar la apertura, en 1963, de Anne Klein Studio, en el centro de Manhattan.
En 1965, creó el Anne Klein Design Studio junto a Matthew "Chip" Rubinstein, su segundo marido, y tres diseñadores llamados Don Simonelli, Gerald Feder y Hazel Haire. En 1968, fundó, en colaboración con el inversor Gunther Oppenheim, el sello Anne Klein & Company, del que fue directora y copropietaria junto a su marido. Durante la siguiente década, el negocio se expandió hasta tener 750 tiendas y boutiques en Estados Unidos que vendían sus diseños. Su marca se centró en comprender las necesidades de vestimenta de la mujer trabajadora promedio, así como en empoderar a las mujeres, en general. En esta línea de diseño, en 1967, patentó una faja diseñada para la minifalda.
En 1970, abrió la primera boutique de diseño dentro de una tienda, la "Anne Klein Corner", en el Saks Fifth Avenue de Nueva York. En 1973, fue la única mujer invitada a la Batalla de Versalles, un concurso de diseño en el que competían cinco diseñadores estadounidenses contra cinco diseñadores franceses, destinado a recaudar dinero para las renovaciones de Versalles. Ese mismo año pidió a Tomio Taki que se convirtiera en socio de su empresa, dándole una participación del 25%, aunque Klein falleció solo un año después de llegar a este acuerdo.
Fue diagnosticada de cáncer de mama a finales de los años sesenta. El 19 de marzo de 1974, murió en el Hospital Monte Sinaí de Nueva York. Tras su muerte, la empresa atravesó de dificultades financieras. Donna Karan y Louis Dell'Olio asumieron la dirección de diseño de la empresa, y decidieron centrarse en recuperar los valores y las opciones de diseño originales de Anne Klein.

## Reconocimientos
En 1954, recibió el premio al mérito Mademoiselle. Ese mismo año, recibió por primera vez el premio Coty American Fashion Critics Award, que le fue nuevamente otorgado en 1969 y 1971. En 1961, formó parte del grupo que ganó el Premio Americano a la Creatividad y, en 1964, recibió el premio Lord & Taylor Rose por su pensamiento independiente, un premio otorgado por primera vez a Albert Einstein.
En 1959, recibió el premio de moda Neiman-Marcus, siendo, en 1969, la primera persona en ganar el premio por segunda vez. En 1965 recibió el Premio del Consejo Nacional del Algodón. En 1971, fue nombrada miembro del Salón de la Fama de la Moda de Coty, siendo la octava persona dedicada al diseño de moda en ser incluida en esta categoría en 28 años.